# Genistelloides communis
Genistelloides communis är en svampart som beskrevs av M.M. White & Lichtw. 2004. Genistelloides communis ingår i släktet Genistelloides och familjen Legeriomycetaceae.   Inga underarter finns listade i Catalogue of Life.